# هیرکا (صندوق‌لی)
هیرکا (به ترکی استانبولی: Hırka) یک منطقهٔ مسکونی در ترکیه است که در صندوق‌لی واقع شده‌است.